# Liste der Stolpersteine in Bad Lippspringe
Die Liste der Stolpersteine in Bad Lippspringe enthält alle Stolpersteine, die im Rahmen des gleichnamigen Projekts von Gunter Demnig in Bad Lippspringe verlegt wurden. Mit ihnen soll an Opfer des Nationalsozialismus erinnert werden, die in Bad Lippspringe lebten und wirkten.

## Verlegte Stolpersteine
| Bild | Person, Inschrift | Adresse                | Verlege- datum | Weitere Informationen |
| ---- | --- | ---------------------- | -------------- | --------------------- |
|      | Hier wohnte Helmut Lorch Jg. 1918 Flucht 1939 Shanghai | Lange Straße 6 ·       | 10. Juli 2019  | [ 1 ]                 |
|      | Hier wohnte Werner Lorch Jg. 1914 Flucht 1939 Shanghai | Lange Straße 6 ·       | 10. Juli 2019  | [ 2 ]                 |
|      | Hier wohnte Lotte Magnus geb. Lorch Jg. 1912 Flucht 1939 Indien                                                                                             | Lange Straße 6 ·       | 10. Juli 2019  | [ 3 ]                 |
|      | Hier wohnte Meta Meyer Jg. 1888 deportiert 1942 ermordet in Auschwitz                                                                                       | Lange Straße 6 ·       | 10. Juli 2019  | [ 4 ]                 |
|      | Hier wohnte Clara Lorch geb. Meyer Jg. 1882 deportiert 1942 ermordet in Auschwitz                                                                           | Lange Straße 6 ·       | 10. Juli 2019  | [ 5 ]                 |
|      | Hier wohnte Walter Meyer Jg. 1922 Flucht 1939 Holland interniert Schoorl deportiert 1941 Mauthausen ermordet 26.8.1941                                      | Lange Straße 16 ·      | 10. Juli 2019  | [ 6 ]                 |
|      | Hier wohnte Siegfried Meyer Jg. 1921 Schutzhaft 1938 Buchenwald deportiert 1941 Riga 1944 Stutthof 1945 Dachau befreit tot 19.5.1945                        | Lange Straße 16 ·      | 10. Juli 2019  | [ 7 ]                 |
|      | Hier wohnte Emilie Meyer geb. Hamberg Jg. 1892 deportiert 1941 Riga ermordet                                                                                | Lange Straße 16 ·      | 10. Juli 2019  | [ 8 ]                 |
|      | Hier wohnte Max Meyer Jg. 1883 deportiert 1941 Riga ermordet                                                                                                | Lange Straße 16 ·      | 10. Juli 2019  | [ 9 ]                 |
|      | Hier wohnte Elfried Naumann Jg. 1925 deportiert 1944 Frankreich Zwangsarbeit, befreit                                                                       | Dammstraße 1a ·        | 10. Juli 2019  | [ 10 ]                |
|      | Hier wohnte Marga Naumann Jg. 1920 Deportationsbescheid erhalten mit Hilfe überlebt                                                                         | Dammstraße 1a ·        | 10. Juli 2019  | [ 11 ]                |
|      | Hier wohnte Paula Naumann geb. Meyer Jg. 1885 Deportationsbescheid erhalten mit Hilfe überlebt                                                              | Dammstraße 1a ·        | 10. Juli 2019  | [ 12 ]                |
|      | Hier wohnte Rudolf Naumann Jg. 1892 Auftrittsverbot gedemütigt / entrechtet mit Hilfe überlebt                                                              | Dammstraße 1a ·        | 10. Juli 2019  | [ 13 ]                |
|      | Hier wohnte Margot Abrahams Jg. 1929 mit Fluchthilfe 1939 Holland 1941 Rückkehr deportiert 1942 Theresienstadt 1944 Auschwitz ermordet                      | Mühlenflößstraße 8 ·   | 10. Juli 2019  | [ 14 ]                |
|      | Hier wohnte Josef Abrahams Jg. 1921 Flucht 1939 Holland interniert Schoorl deportiert 1941 Mauthausen ermordet 20.9.1941                                    | Mühlenflößstraße 8 ·   | 10. Juli 2019  | [ 15 ]                |
|      | Hier wohnte Else Abrahams geb. Goldstein Jg. 1896 deportiert 1942 Theresienstadt 1944 Auschwitz ermordet                                                    | Mühlenflößstraße 8 ·   | 10. Juli 2019  | [ 16 ]                |
|      | Hier wohnte Hermann Abrahams Jg. 1892 deportiert 1942 Theresienstadt 1944 Auschwitz ermordet                                                                | Mühlenflößstraße 8 ·   | 10. Juli 2019  | [ 17 ]                |
|      | Hier wohnte Betty Lewy geb. Friedemann Jg. 1873 deportiert 1942 Theresienstadt 1944 Auschwitz ermordet                                                      | Detmolder Straße 240 · | 10. Juli 2019  | [ 18 ]                |
|      | Hier wohnte Walter Lewy Jg. 1905 Flucht 1936 Brasilien | Detmolder Straße 240 · | 10. Juli 2019  | [ 19 ]                |
|      | Hier wohnte Hermann Lewy Jg. 1875 Schutzhaft 1938 Buchenwald deportiert 1942 Theresienstadt 1944 Auschwitz ermordet                                         | Detmolder Straße 240 · | 10. Juli 2019  | [ 20 ]                |
|      | Hier wohnte Berta Edelmann Jg. 1931 aufgenommen 1938 Jüd. Waisenhaus Paderborn deportiert 1942 Theresienstadt 1944 Auschwitz ermordet                       | Arminiusstr. 22        | 24. Juni 2020  | [ 21 ]                |
|      | Hier wohnte Günther Edelmann Jg. 1925 Kindertransport 1939 England                                                                                          | Arminiusstr. 22        | 24. Juni 2020  | [ 22 ]                |
|      | Hier wohnte Heinz Edelmann Jg. 1921 mit Hilfe Flucht 1939 USA                                                                                               | Arminiusstr. 22        | 24. Juni 2020  | [ 23 ]                |
|      | Hier wohnte Ida Edelmann geb. Meyer Jg. 1886 unfreiwillig verzogen 1936 Hannover tot 11.04.1937                                                             | Arminiusstr. 22        | 24. Juni 2020  | [ 24 ]                |
|      | Hier wohnte Robert Edelmann Jg. 1884 Geschäftsaufgabe 1936 unfreiwillig verzogen 1936 Hannover tot 02.05.1942                                               | Arminiusstr. 22        | 24. Juni 2020  | [ 25 ]                |
|      | Hier wohnte Annemarie Kusserow Jg. 1913 Zeugin Jehovas verhaftet 25.10.1944 Zuchthaus Hamburg befreit                                                       | Detmolder Str. 31      | 24. Juni 2020  | [ 26 ]                |
|      | Hier wohnte Elisabeth Kusserow Jg. 1925 Zeugin Jehovas zwangsuntergebracht 1939 NS-Erziehungsheim Dorsten 1940 zu Pflegeeltern unter NS-Aufsicht überlebt   | Detmolder Str. 31      | 24. Juni 2020  | [ 27 ]                |
|      | Hier wohnte Franz Kusserow Jg. 1882 Zeuge Jehovas verhaftet 09.05.1936 Zuchthaus Kassel Wehlheiden befreit                                                  | Detmolder Str. 31      | 24. Juni 2020  | [ 28 ]                |
|      | Hier wohnte Hans Werner Kusserow Jg. 1928 Zeuge Jehovas zwangsuntergebracht 1939 NS-Erziehungsheim Dorsten 1942 zu Pflegeeltern unter NS-Aufsicht überlebt  | Detmolder Str. 31      | 24. Juni 2020  | [ 29 ]                |
|      | Hier wohnte Hilda Kusserow geb. Eichhorst Jg. 1888 Zeugin Jehovas verhaftet 1936 Ravensbrück 1945 Todesmarsch Parchim befreit                               | Detmolder Str. 31      | 24. Juni 2020  | [ 30 ]                |
|      | Hier wohnte Hildegard Kusserow Jg. 1920 Zeugin Jehovas verhaftet 03.04.1941 Ravensbrück befreit                                                             | Detmolder Str. 31      | 24. Juni 2020  | [ 31 ]                |
|      | Hier wohnte Karl Heinz Kusserow Jg. 1917 Zeuge Jehovas verhaftet 24.06.1940 1945 Dachau befreit tot an Spätfolgen                                           | Detmolder Str. 31      | 24. Juni 2020  | [ 32 ]                |
|      | Hier wohnte Magdalena Kusserow Jg. 1924 Zeugin Jehovas verhaftet April 1941 Ravensbrück 1945 Todesmarsch Parchim befreit                                    | Detmolder Str. 31      | 24. Juni 2020  | [ 33 ]                |
|      | Hier wohnte Paul Gerhard Kusserow Jg. 1931 Zeuge Jehovas zwangsuntergebracht 1939 NS-Erziehungsheim Dorsten 1942 zu Pflegeeltern unter NS-Aufsicht überlebt | Detmolder Str. 31      | 24. Juni 2020  | [ 34 ]                |
|      | Hier wohnte Siegfried Kusserow Jg. 1916 Zeuge Jehovas gedemütigt/entrechtet tot 22.07.1937                                                                  | Detmolder Str. 31      | 24. Juni 2020  | [ 35 ]                |
|      | Hier wohnte Waltraud Kusserow Jg. 1914 Zeugin Jehovas verhaftet 07.11.1941 Strafgefangenenlager Oberems Wiedenbrück befreit                                 | Detmolder Str. 31      | 24. Juni 2020  | [ 36 ]                |
|      | Hier wohnte Wilhelm Kusserow Jg. 1914 Zeuge Jehovas verhaftet Dez. 1939 Kriegsdienst verweigert Gefängnis Münster hingerichtet 27.04.1940 Münster           | Detmolder Str. 31      | 24. Juni 2020  | [ 37 ]                |
|      | Hier wohnte Wolfgang Kusserow Jg. 1922 Zeuge Jehovas verhaftet 08.12.1941 Kriegsdienst verweigert enthauptet 28.03.1942 Zuchthaus Brandenburg               | Detmolder Str. 31      | 24. Juni 2020  | [ 38 ]                |